# ISO 3166-2:FO

Faerské ostrovy na mapě

Kódy ISO 3166-2 pro Faerské ostrovy neidentifikují žádné regiony.